# Рут (Толмин)
Рут (словен. Rut) — поселення в общині Толмин, Регіон Горишка, Словенія. Висота над рівнем моря: 670,3 м. Розміщене на північ від с. Коритніца.